# Juan Carlos Cornejo Linares
Juan Carlos Cornejo Linares (Salta, 9 de octubre de 1916-ib., 16 de mayo de 1980) fue un político, abogado, periodista y escritor argentino. Se desempeñó como diputado provincial de Salta entre 1946 y 1950, diputado nacional en dos oportunidades durante el año 1955 y en el periodo 1963-1966, y como senador nacional entre 1973 y 1976. 

## Biografía
Juan Carlos Cornejo Linares nació el 9 de octubre de 1916 en la ciudad de Salta, en el seno de una familia aristocrática de la provincia. Era hijo de Julio Cornejo y Lucía Linares Uriburu. Su padre fue gobernador de la provincia entre 1928 y 1930, y era uno de los principales dirigentes del radicalismo yrigoyenista en Salta, también era propietario del Ingenio San Isidro, propiedad que había sido del fundador del linaje de los Cornejo de Salta, Juan Adrián Fernández Cornejo y Rendón, padre del héroe de la independencia, José Antonino Fernández Cornejo. Uno de sus hermanos mayores fue Lucio Alfredo Cornejo Linares, quien se desempeñó como gobernador de Salta por el peronismo entre 1946 y 1949. 
Cornejo Linares realizó la educación primaria en la Escuela Zorrilla y la secundaria en el Colegio Nacional.
En el año 1954 Cornejo Linares fue electo como diputado nacional por Salta, representando al Partido Peronista, asumiendo su banca el 25 de abril de 1955 pero el golpe de Estado que derrocó al presidente Perón interrumpió su mandato.
En julio de 1964, Cornejo Linares presentó un proyecto para crear una «comisión investigadora interparlamentaria de actividades antiargentinas» ante la presunta «existencia de comandos sionistas, el adiestramiento militar de jovenes argentinos y la evasión de divisas a Israel». Para reforzar su campaña (para algunos tildada de antisemita), Cornejo Linares presentó el libro El Nuevo Orden Sionista en la Argentina con su «proyecto de investigación de actividades antisemitas». Durante ese tiempo, fue invitado por la Liga Árabe a visitar Siria, Palestina, Egipto y otros países del Medio Oriente; viaje durante el cual tuvo la oportunidad de reunirse con Gamal Abdel Nasser. Otra iniciativa legislativa de Cornejo Linares se vinculó a la reivindicación y reparación de las víctimas de la represión del levantamiento del general Juan J. Valle.
En el año 1972, fue uno de los hombres que estuvo a cargo de la reorganización del peronismo en Salta, fundando su propia línea interna denominada Azul y Blanco. En 1973, fue elegido como senador nacional por la provincia de Salta, junto a José Armando Caro, por el Frente Justicialista de Liberación.
Cornejo Linares falleció el 16 de mayo de 1980 a los 63 años de edad. Estaba casado con Sara Barni (1918-1996) con la que tuvo siete hijos, entre ellos Hernán Hipólito Cornejo, quien se desempeñó como gobernador de Salta por el Partido Justicialista entre 1987 y 1991.